# ヘキサメチレンジアミン
ヘキサメチレンジアミン（英: hexamethylene diamine）は、ジアミンの一種。ピペリジンのような臭気のある、吸湿性の白色固体。

## 概要
水に易溶、エチルアルコール、ベンゼンに可溶。二酸化炭素を吸収しやすく、空気と触れると徐々に白色の炭酸塩をつくる。
水溶液は強塩基で、酸と激しく反応し、多くの金属に対し腐食性を示す。酸化剤と反応しやすい。
アジピン酸からアジポアミドを経由して得られるアジポニトリル (NC-(CH2)4-CN) を還元して得られる。アジピン酸とともに、6,6-ナイロンの原料として工業的に重要である。